# Selmar Schönland

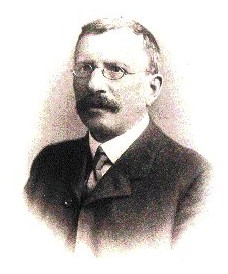
Selmar Schönland

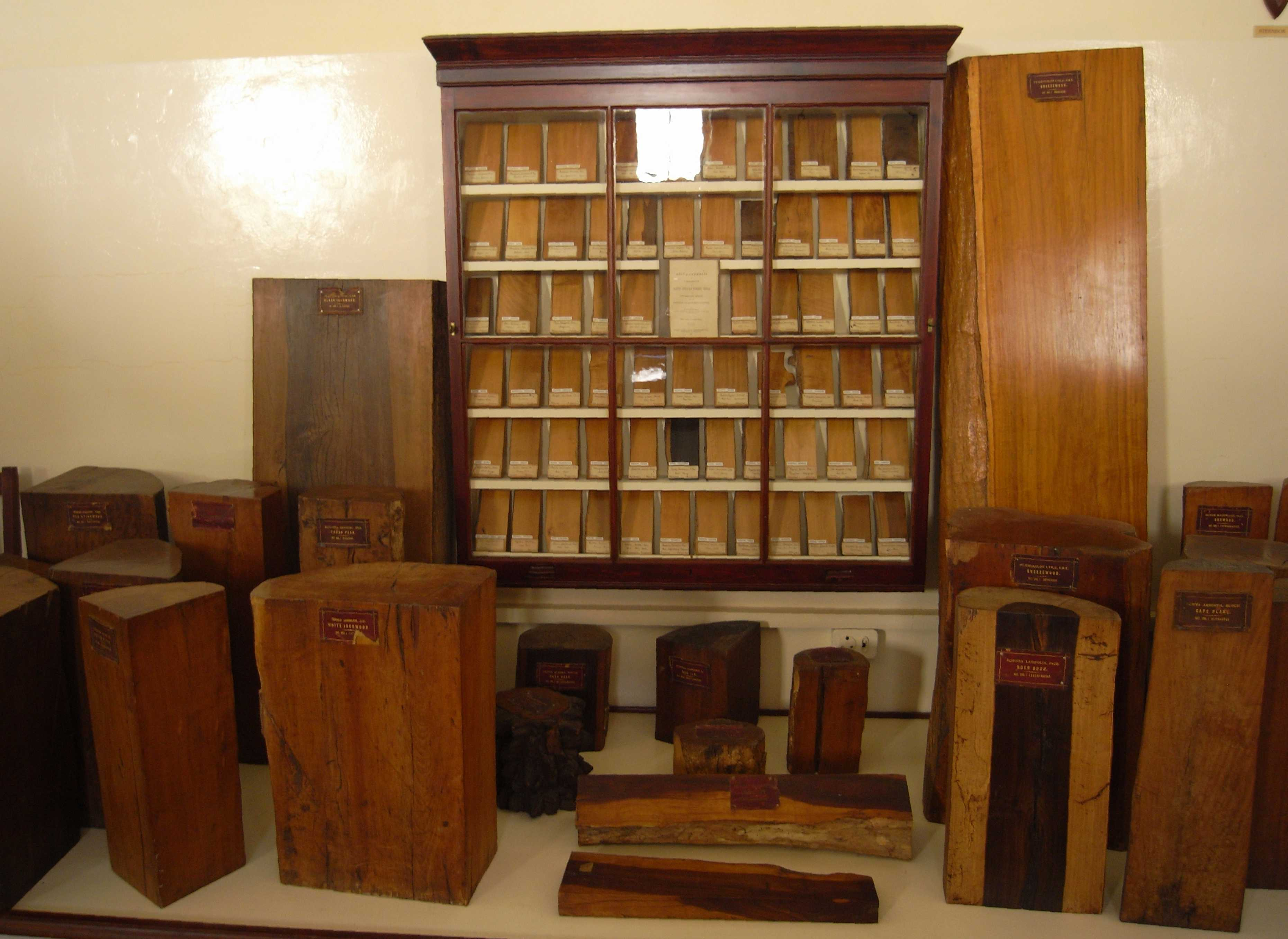
Nutzholzsammlung im Albany Museum

Selmar Schönland (* 15. August 1860 in Frankenhausen, Schwarzburg-Rudolstadt; † 22. April 1940 in Grahamstown), später auch Schonland, war ein deutscher Botaniker. Sein offizielles botanisches Autorenkürzel lautet „Schönland“.

## Leben

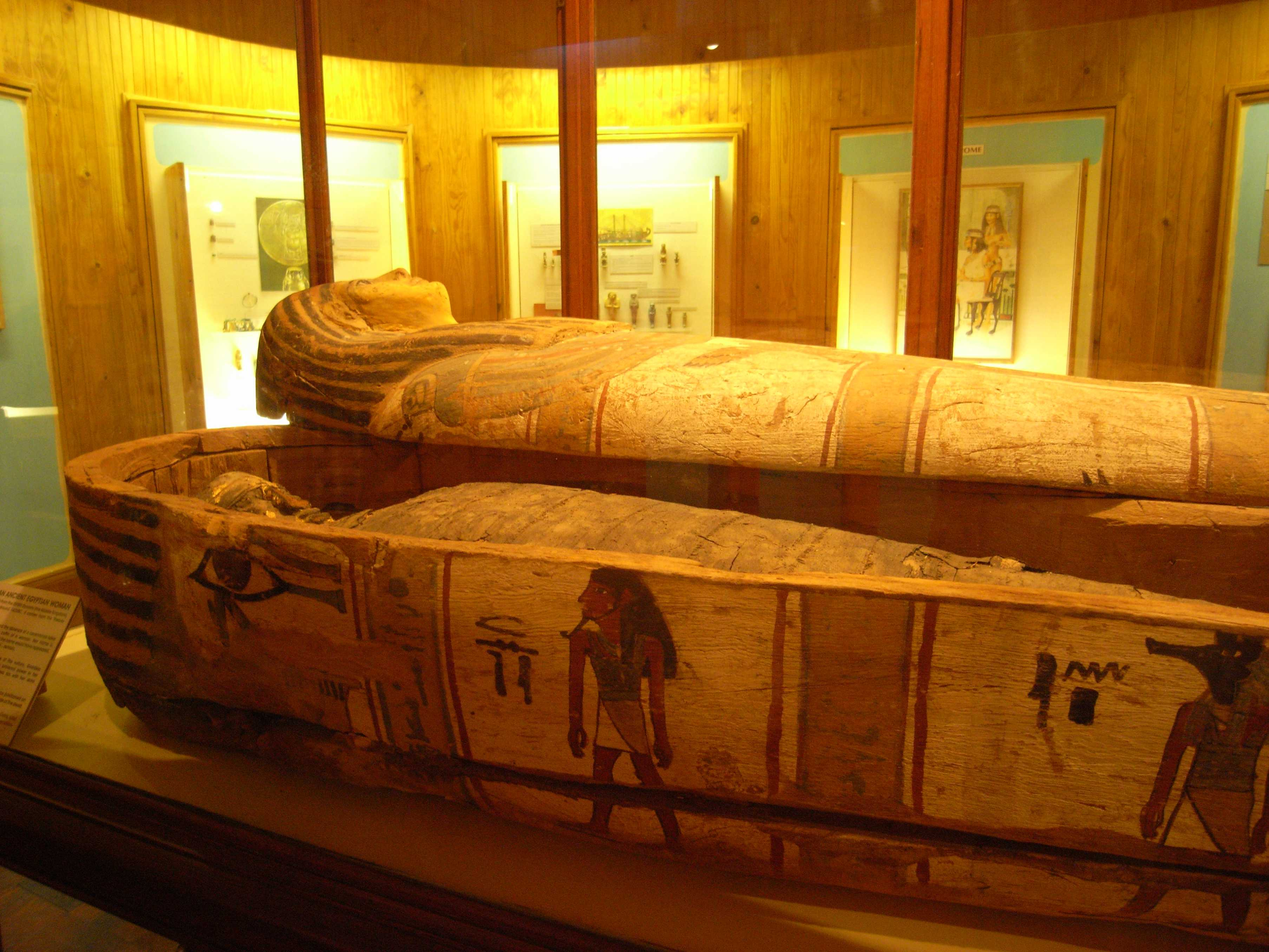
Ägyptische Mumie im Museum

Schönland studierte in Berlin und Kiel. 1883 promovierte er und war zwischen 1886 und 1889 als Botaniker in Assistentenstellung unter Leitung von Professor Isaac Bayley Balfour für das Herbarium und Botanische Museum der Universität Oxford tätig.
Schönland kam als Einwanderer 1889 in das südafrikanische Grahamstown und übernahm dort die Funktion des Kurators (in der Funktion des Direktors) des Albany Museums. Diese Stellung bekleidete er von 1889 bis 1910 und wurde ab 1895 als Director bezeichnet. Unter seiner Leitung entwickelte sich das Museum schnell zu einer bedeutenden Sammlungseinrichtung in Südafrika. In der Geschichte dieses Museums ist Schönland der dritte Leiter seit dessen Gründung.
Die Sammlungen lagen bei Amtsübernahme in wenig geordneter Verfassung vor. Die Bestände waren in stark eingeengter Situation im Rathausgebäude (City Hall) untergebracht. Viele Sammlungsteile befanden sich wegen schlechter Präsentation in einer als ungenügend empfundenen Nutzung. Schönland dehnte die Ausstellungsfläche aus und begann mit neuen Sammlungen, beispielsweise mit Funden aus dem Alten Ägypten sowie der griechischen und römischen Antike. Als größte Attraktion dieses Sammlungsbestandes gilt heute eine ägyptische Mumie.
In diese aktive Entwicklungsepoche des Albany Museums fällt auch die Errichtung einer botanischen Sammlung auf systematischer und wissenschaftlicher Basis. Er ist der Begründer des Selmar Schönland Herbarium an der Rhodes University, das mit der Sammlung dieser Universität im Jahr 1993 zusammengelegt wurde und nun fast 200.000 Exemplare umfasst. Die botanische Sammlung des Museums beruhte auf einem Grundstock der 1860 von Dr. Pappe gestifteten Kollektion mit über tausend gepressten Pflanzen.
Um 1900 entwickelte sich in Grahamstown die Idee zur Gründung einer Universität. Schönland sah darin die Möglichkeit, sein wissenschaftliches Personal auszubauen. In der Folge übernahmen J.E. Duerden die zoologische und Ernest Schwarz die geologische Abteilung des Museums. Schönland erhielt am 1904 gegründeten Rhodes University College im Jahr 1905 die erste Professur für Botanik. Gleichzeitig legte er seine Mitgliedschaft im Rhodes Council nieder.
Nachdem er 1910 seine Funktion als Museumsdirektor beendet hatte, wirkte er als Kurator des Herbariums bis zum Jahr 1926. Als Museumsleiter folgte ihm John Hewitt (Direktor 1910–1958).

## Persönliches
Schönland interessierte sich sehr für die lokale Flora. Durch dieses Interesse bekam er Kontakt zu Peter MacOwn, einem in Südafrika tätigen Botaniker. Er heiratete die Tochter von Peter MacOwan und 1896 wurde sein Sohn Basil Schonland geboren.

## Mitgliedschaften
- Deutsche Botanische Gesellschaft
- Royal Society of South Africa
- South African Association for the Advancement of Science
- Geological Society of South Africa
- Rhodes Council

## Ausgewählte Publikationen und Ehrungen
- Für Engler & Prantl bearbeitete Schönland in Die natürlichen Pflanzenfamilien die Bände II. 4. Commelinaceae 1887, III. 2a Crassulaceae 1890, IV. 5 Campanulaceae, Goodeniaceae und Candolleaceae 1889.
- Selmar Schönland: A new species of Aloe from Namaqualand. In: Records Albany Museum, Grahamstown 1911, II. 3., S. 225–230.

Ihm zu Ehren wurde die Gattung Schoenlandia Cornu aus der Familie der Tecophilaeaceae und mehrere Arten, wie z. Bsp. Aloe × schoenlandii Baker, Euphorbia schoenlandii Pax, Brachystelma schonlandianum Schltr. und Sebaea schoenlandii Schinz benannt.